# Antinephele camerounensis
Antinephele camerounensis là một loài bướm đêm thuộc họ Sphingidae. Nó được miêu tả bởi Clark năm 1937, và có ở Gabon tới Cộng hòa Trung Phi, Uganda và Kenya.
Chiều dài cánh trước là 21-21.5 mm đối với con đực và khoảng 22 mm đối với con cái. Nó rất giống với Antinephele anomala, nhưng cánh rộng hơn và đen màu tối hơn.